# Fragnes

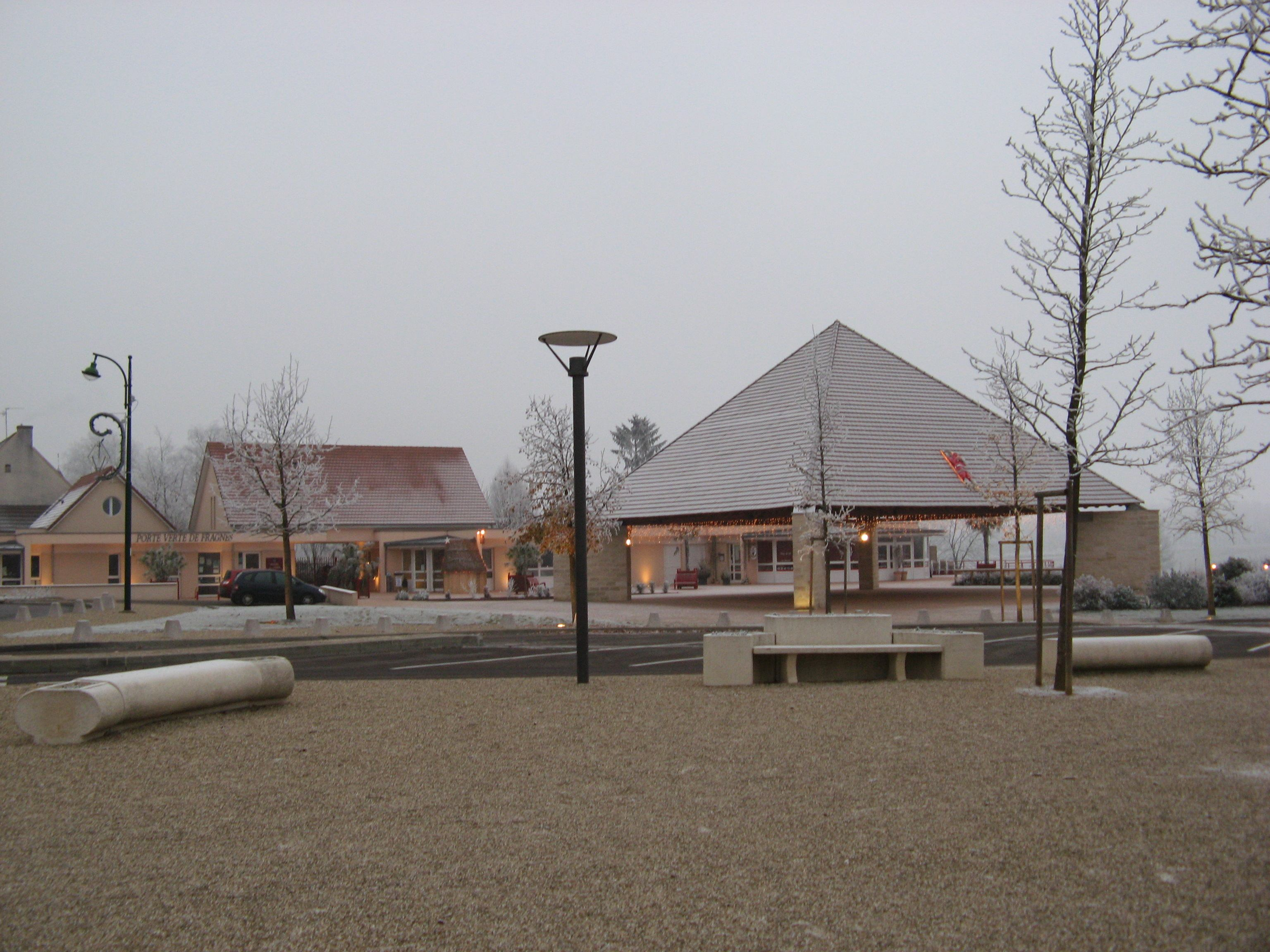
Die Markthalle und Geschäfte

Fragnes ist eine Ortschaft in der französischen Gemeinde Fragnes-La Loyère und eine ehemalige Gemeinde mit zuletzt 1.024 Einwohnern (Stand: 1. Januar 2013) im Département Saône-et-Loire in der Region Bourgogne-Franche-Comté. Sie gehört zum Arrondissement Chalon-sur-Saône und ist Teil des Kantons Chalon-sur-Saône-1 (bis 2015: Kanton Chalon-sur-Saône-Sud). Zum 1. Januar 2016 wurde sie mit der Nachbargemeinde La Loyère zur Commune nouvelle Fragnes-La Loyère vereinigt.

## Geografie
Fragnes liegt etwa vier Kilometer nördlich von Chalon-sur-Saône am Canal du Centre. 

## Bevölkerungsentwicklung
| Jahr                      | 1962 | 1968 | 1975 | 1982 | 1990 | 1999 | 2006 | 2013  |
| Einwohner                 | 200  | 257  | 364  | 569  | 740  | 895  | 990  | 1.024 |
| Quelle: Cassini und INSEE |      |      |      |      |      |      |      |       |

## Sehenswürdigkeiten
- Kirche Notre-Dame von 1642